# Chris Laurence

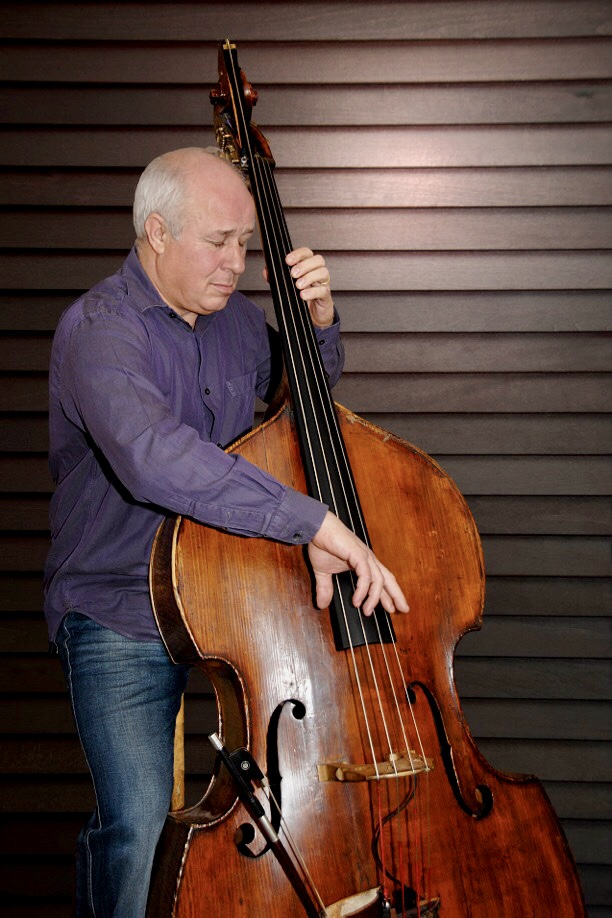
Chris Laurence

Chris Laurence (Londen, 6 januari 1949) is een Britse contrabassist in de moderne jazz en klassieke muziek. Hij heeft veel met Tony Oxley gewerkt.
Laurence stamt uit een muzikale familie, zijn vader was de pianist Tony Laurence. Hij studeerde aan Royal Junior College of Music en aan Guildhall School of Music and Drama. In de late jaren zestig speelde hij met veel musici in de Londense jazzscene, zoals Frank Ricotti en Mike Westbrook. In de vroege jaren zeventig werkte hij met groepen van Alan Skidmore, John Taylor, Mick Pyne en Stan Sulzmann. Ook speelde hij bij Kenny Wheeler. In de jaren tachtig speelde hij bij Tony Oxley, Tony Coe en John Surman. In 1984 werd Laurence lid van het London Bach Orchestra, daarnaast werkte hij tot 1995 bij Academy of St. Martin in the Fields. In 2007 verscheen een album van Laurence als leider. De bassist is verder te horen op talloze opnames,  van onder meer Tom Paxton, Harry Beckett, Roxy Music (de lp "Stranded"), Norma Winstone, Chi Coltrane, Grace Slick, Chris de Burgh, Mel Tormé, Sarah Vaughan, J.J. Johnson, Gordon Beck, John Williams, Michael Nyman, Penguin Cafe Orchestra, Andy Sheppard, Joni Mitchell, Elton John, Sting  en David Gilmour.

## Discografie
- New View, Basho Records, 2007